# BW373U86
(+)BW373U86 je opioidni analgetik koji se koristi u naučnim istraživanjma.
BW373U86 je selektivni agonist δ-opioidnog receptora, sa približno 15x većim afinitetom za δ-opioidni nego za μ-opioidni receptor. On se pokazao kao potentan analgetik i antidepresant u životinjskim studijama, koji inicira oslobađanje neuronskog faktora rasta BDNF, ali je njegova upotrebljivost ograničena usled stvaranja konvulzija na visokim dozama, mada su ti efekti umanjeni kad se dozira zajedno sa μ-opioidnim agonistima. Još jedna prednost kombinovanja je da BW373U86 poništava respiratornu depresiju proizvedenu μ-opioidnim agonistima, bez vršenja uticaja na umanjenje bola.
Jedno dodatno svojstvo BW373U86 je da zaštićuje ćelije mišića srca u ishemijskim uslovima (kiseonična deprivacija, kao što je to slučaj kod srčanog udara). Mehanizam za to je kompleksan i možda nije vezan sa delta agonistnim efektima.

## Literatura
1. ↑  Calderon SN, Rice KC, Rothman RB, Porreca F, Flippen-Anderson JL, Kayakiri H, Xu H, Becketts K, Smith LE, Bilsky EJ, Davis P, Horvath R (1997). „Probes for narcotic receptor mediated phenomena. 23. Synthesis, opioid receptor binding, and bioassay of the highly selective delta agonist (+)-4-[(alpha R)-alpha-((2S,5R)-4-Allyl-2,5-dimethyl-1-piperazinyl)-3-methoxybenzyl]- N,N-diethylbenzamide (SNC 80) and related novel nonpeptide delta opioid receptor ligands”. J. Med. Chem. 40 (5): 695—704. PMID 9057856. doi:10.1021/jm960319n.
2. ↑  Thomas, JB; Herault, XM; Rothman, RB; Atkinson, RN; Burgess, JP; Mascarella, SW; Dersch, CM; Xu, H; Flippen-Anderson, JL (2001). „Factors influencing agonist potency and selectivity for the opioid delta receptor are revealed in structure-activity relationship studies of the 4-(N-substituted-4-piperidinyl)arylamino-N,N-diethylbenzamides.”. Journal of medicinal chemistry. 44 (6): 972—87. PMID 11300879.
3. ↑  Chang, KJ; Rigdon, GC; Howard, JL; McNutt, RW (1993). „A novel, potent and selective nonpeptidic delta opioid receptor agonist BW373U86”. The Journal of pharmacology and experimental therapeutics. 267 (2): 852—7. PMID 8246159.
4. ↑  Broom, D. C.; Nitsche, JF; Pintar, JE; Rice, KC; Woods, JH; Traynor, JR (2002). „Comparison of Receptor Mechanisms and Efficacy Requirements for delta -Agonist-Induced Convulsive Activity and Antinociception in Mice”. Journal of Pharmacology and Experimental Therapeutics. 303 (2): 723—729. PMID 12388657. doi:10.1124/jpet.102.036525.
5. ↑  Broom, D; Jutkiewicz, EM; Folk, JE; Traynor, JR; Rice, KC; Woods, JH (2002). „Nonpeptidic δ-opioid Receptor Agonists Reduce Immobility in the Forced Swim Assay in Rats”. Neuropsychopharmacology. 26 (6): 744—755. PMID 12007745. doi:10.1016/S0893-133X(01)00413-4.
6. ↑  Torregrossa, Mary M.; Folk, John E.; Rice, Kenner C.; Watson, Stanley J.; Woods, James H. (2005). „Chronic administration of the delta opioid receptor agonist (+)BW373U86 and antidepressants on behavior in the forced swim test and BDNF mRNA expression in rats”. Psychopharmacology. 183 (1): 31—40. PMC 1315298 . PMID 16220339. doi:10.1007/s00213-005-0113-5.
7. ↑  Torregrossa, Mary M; Isgor, Ceylan; Folk, John E; Rice, Kenner C; Watson, Stanley J; Woods, James H (2004). „The δ-Opioid Receptor Agonist (+)BW373U86 Regulates BDNF mRNA Expression in Rats”. Neuropsychopharmacology. 29 (4): 649—659. PMID 14647482. doi:10.1038/sj.npp.1300345.
8. ↑  Comer, SD; Hoenicke, EM; Sable, AI; McNutt, RW; Chang, KJ; De Costa, BR; Mosberg, HI; Woods, JH (1993). „Convulsive effects of systemic administration of the delta opioid agonist BW373U86 in mice”. The Journal of pharmacology and experimental therapeutics. 267 (2): 888—95. PMID 8246164.
9. ↑  Broom, Daniel; Jutkiewicz, Emily; Folk, John; Traynor, John; Rice, Kenner; Woods, James (2002). „Convulsant activity of a non-peptidic δ-opioid receptor agonist is not required for its antidepressant-like effects in Sprague-Dawley rats”. Psychopharmacology. 164 (1): 42—48. PMID 12373418. doi:10.1007/s00213-002-1179-y.
10. ↑  O'Neill, SJ; Collins, MA; Pettit, HO; McNutt, RW; Chang, KJ (1997). „Antagonistic modulation between the delta opioid agonist BW373U86 and the mu opioid agonist fentanyl in mice”. The Journal of pharmacology and experimental therapeutics. 282 (1): 271—7. PMID 9223564.
11. ↑  Su, YF; McNutt, RW; Chang, KJ (1998). „Delta-opioid ligands reverse alfentanil-induced respiratory depression but not antinociception”. The Journal of pharmacology and experimental therapeutics. 287 (3): 815—23. PMID 9864259.
12. ↑  Patel, H; Hsu, A; Moore, J; Gross, GJ (2001). „BW373U86, a δ Opioid Agonist, Partially Mediates Delayed Cardioprotection via a Free Radical Mechanism that is Independent of Opioid Receptor Stimulation”. Journal of Molecular and Cellular Cardiology. 33 (8): 1455—1465. PMID 11448134. doi:10.1006/jmcc.2001.1408.
13. ↑  Patel, H; Hsu, AK; Gross, GJ (2004). „COX-2 and iNOS in opioid-induced delayed cardioprotection in the intact rat”. Life Sciences. 75 (2): 129—140. PMID 15120566. doi:10.1016/j.lfs.2003.10.036.
14. ↑  Gross, E. R.; Hsu, A. K.; Gross, G. J. (2007). „GSK3β inhibition and KATP channel opening mediate acute opioid-induced cardioprotection at reperfusion”. Basic Research in Cardiology. 102 (4): 341—349. PMID 17450314. doi:10.1007/s00395-007-0651-6.

## Spoljašnje veze
|  | Molimo Vas, obratite pažnju na važno upozorenje u vezi sa temama iz oblasti medicine (zdravlja). |